# Spheciospongia inconstans
Spheciospongia inconstans är en svampdjursart som först beskrevs av Arthur Dendy 1887.  Spheciospongia inconstans ingår i släktet Spheciospongia och familjen borrsvampar.

## Underarter
Arten delas in i följande underarter:
- S. i. maeandrina
- S. i. globosa
- S. i. digitata